# Albion (hrabstwo Dane)
Albion – miasto w Stanach Zjednoczonych, w stanie Wisconsin, w hrabstwie Dane.